# Constantin Meunier
Constantin Meunier, född 12 april 1831 i Etterbeek i Belgien, död 4 april 1905 i Ixelles, var en belgisk skulptör och målare, bror till Jean Baptiste Meunier.

## Biografi

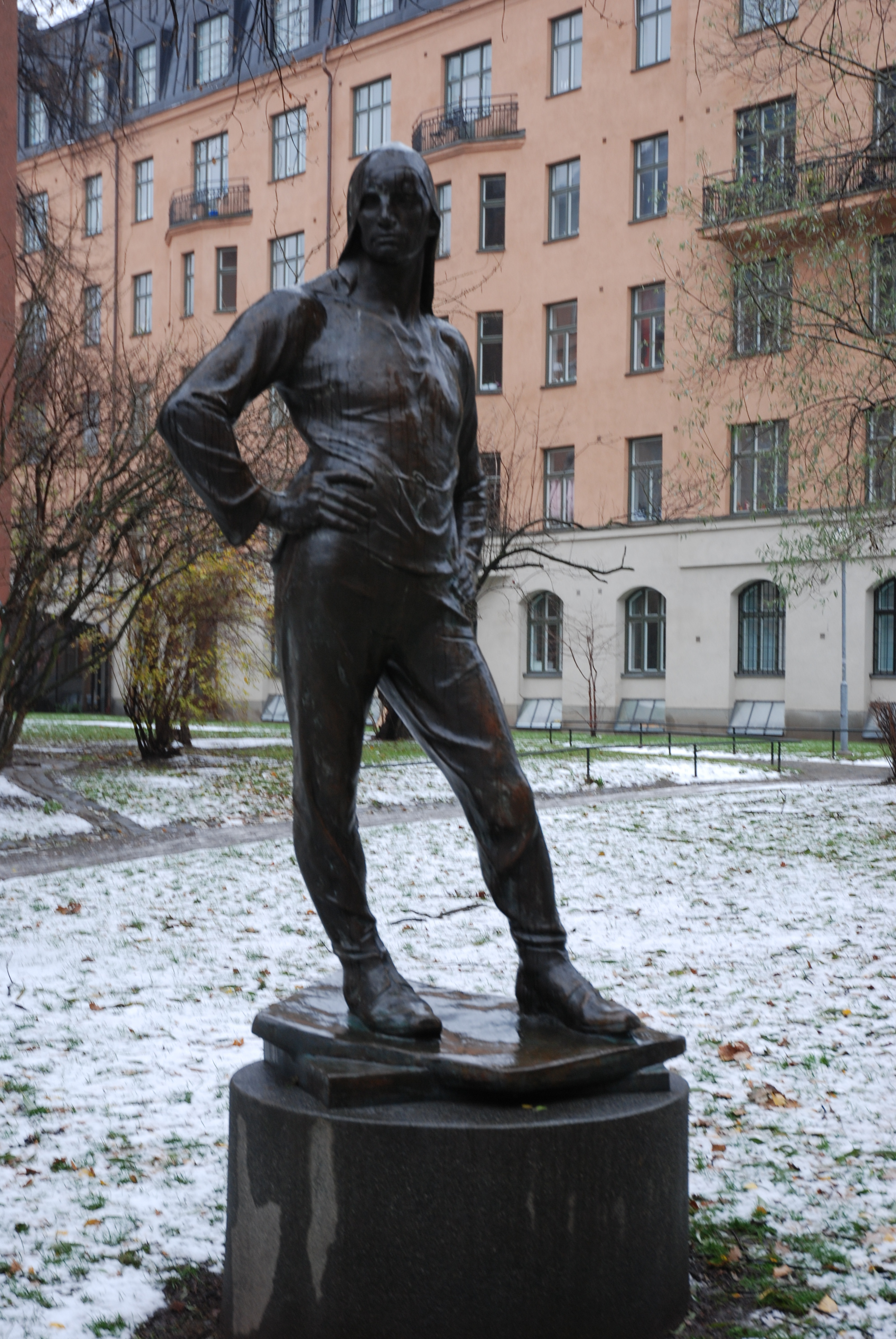
Hamnarbetare i Stockholm

Constantin Meunier utbildade sig på Konstakademien i Bryssel. Under tre års tid var han medhjälpare till bildhuggaren Charles Auguste Fraikin. År 1868 grundade han, tillsammans med andra avantgardister som Charles De Groux och Félicien Rops, Société Libre des Beaux-Arts i Bryssel. Han var professor vid Academie Louvain i Louvain 1887-96. 
I sin tidigare konst uppehöll han sig ofta vid religiösa motiv. Från femtioårsåldern gjorde han huvudsakligen skulpturer av industriarbetare, varav två finns i Kristianstad respektive Stockholm. Under de sista tio åren av sitt liv arbetade han med att göra ett monumentalverk till arbetets ära, varav fyra reliefer blev färdiga.
År 1939 öppnades ett museum med verk av Constantin Meunier i det hus i Ixelles som han lät uppföra 1899 och sedan bodde och arbetade i.

## Eftermäle
Asteroiden 10079 Meunier är uppkallad efter honom.

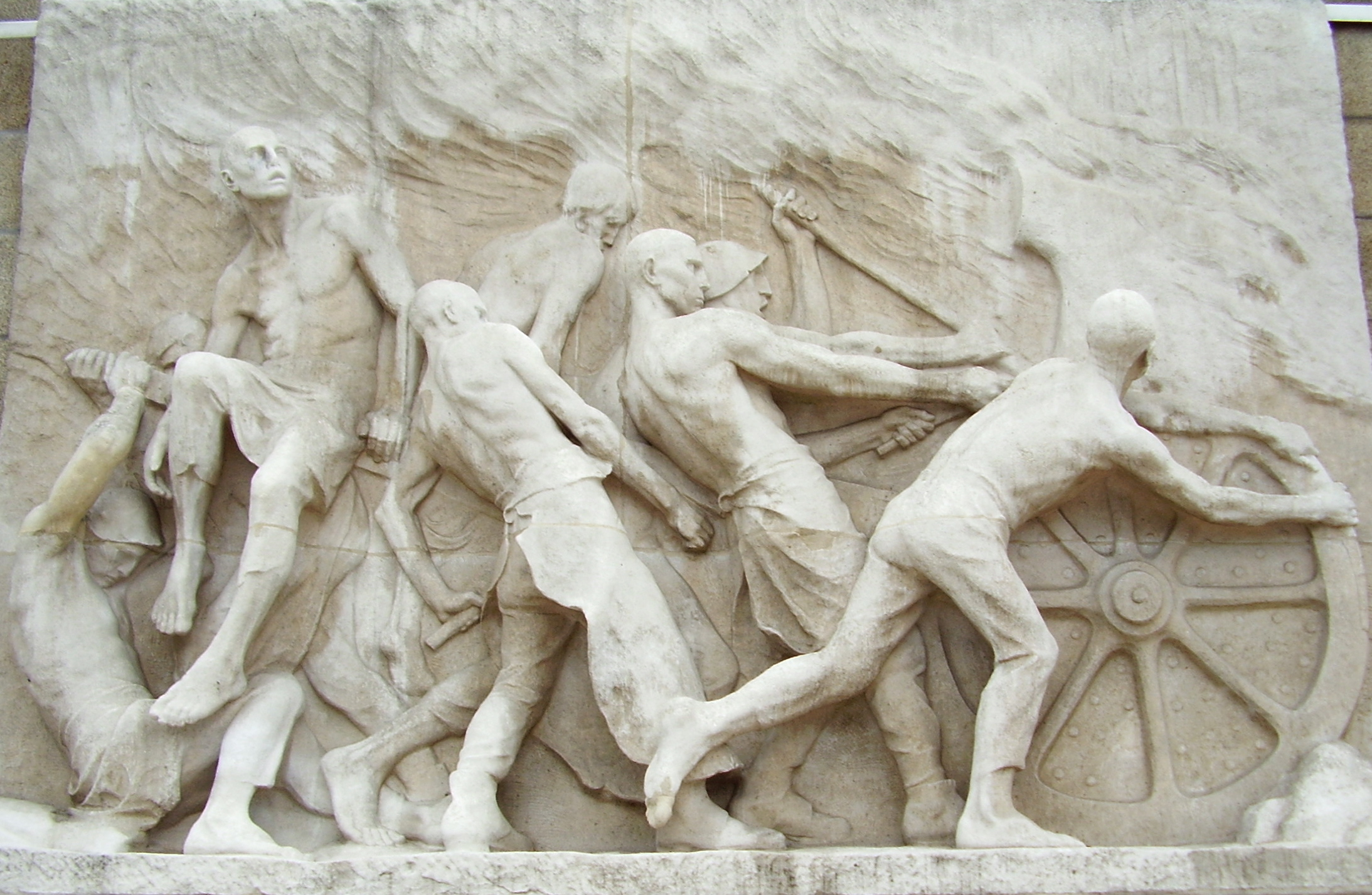
Industrireliefen på Monumentet till arbetets ära i Bryssel

## Offentliga verk i urval
- Hammarsmeden, brons, 1886, utanför Konserthuset i Kristianstad
- Hamnarbetare, brons, 1890, utanför ingången till City Conference Centre (tidigare Norra Latin i Stockholm och på Friedensbrücke i Frankfurt am Main
- Häst vid brunnen, 1899, Ambriorixplatsen i Bryssel
- Monument au Travail, Bryssel

Meunier är bland annat representerad vid Nationalmuseum och Thielska galleriet.